# Maddix
Pablo Rindt (Eindhoven, 3 de diciembre de 1990) más conocido como Maddix, es un disc-jockey neerlandés que produce progressive house, big room, Trance y Techno
Pertenece al sello discográfico Revealed Recordings, creado por Hardwell.

## Discografía
2014
- Rampant
- Touching The Sky
- Anthems (con Newtown Knife Gang)
- Get Busy (con Dirty Herz)

2015
- Raise Em Up
- Riptide (Revealed Recordings)
- Ghosts (Revealed Recordings)

2016
- Pulsar
- Lynx (con Futuristic Polar Bears) (Revealed Recordings)
- Voltage (con Jayden Jaxx) (Revealed Recordings)
- Dirty Bassline (Revealed Recordings)
- Unstoppable (con Tony Junior) (Spinnin Premium)
- Invictus (con Olly James) (Revealed Recordings)
- Game On (Revealed Recordings)
- Shake It (con Joey Dale) (Revealed Recordings)
- Paradise (feat. Jenny Jordan)

2017
- Trippin
- BANG (con KEVU) (Revealed Recordings)
- Fauda (con RIVERO) (Metanoia Music)
- B.A.S.E (con Kill The Buzz)  (Revealed Recordings)
- Smash This Beat (con Hardwell) (Revealed Recordings)
- Showdown (con LoaX) (Revealed Recordings)
- Badman (con Futuristic Polar Bears)
- The Underground (Revealed Recordings)
- Trabanca (con Junior) (Revealed Recordings)
- Mantra (Revealed Recordings)

2018
- Lose Control (Revealed Recordings)
- Soldier (con KEVU feat. LePrince) (Revealed Recordings)
- Keep It Jackin (Revealed Recordings)
- Bella Ciao (con Hardwell) (Revealed Recordings)
- The Prophecy (con Timmy Trumpet) (Revealed Recordings)
- Shuttin It Down (feat. Kris Kiss) (Revealed Recordings)
- Mangalam (con Will Sparks) (Heavyweight Records)

2019
- Zero (Revealed Recordings)
- The Omen (Revealed Recordings)
- Invincible (Till The Day We Die) (feat. Michael Jo) (Revealed Recordings)
- With Or Without You (Revealed Recordings)
- People Are Strange (con KAAZE feat. Nino Lucarrelli) (Revealed Recordings)
- Future Noise (con KAAZE) (Revealed Recordings)

2020
- Follow Me (con SaberZ) (Revealed Recordings)
- Bad Meets Evil (feat. ANVY) (Revealed Recordings)
- Ecstasy (Revealed Recordings)
- Technology (Revealed Recordings)
- Existence (Revealed Recordings)
- Electric (Revealed Recordings)
- Tekno (Revealed Recordings)
- Your Mind [Tribe EP Vol. 1] (Revealed Recordings)
- The Rave [Tribe EP Vol. 1] (Revealed Recordings)
- Reality (Revealed Recordings)

2021
- Activating (Rave Culture)
- Superheroes (Revealed Recordings)
- In My Body (Revealed Recordings)
- Home (Revealed Recordings)
- Receive Life (Revealed Recordings)
- Acid Soul (Revealed Recordings)
- PYDNA (Revealed Recordings)
- Different State (Revealed Recordings)
- State Of Mind (Revealed Recordings)

2022
- The Formula (Revealed Recordings)
- Culture (Revealed Recordings)
- Purpose (con Blasterjaxx) (Maxximize Records / Spinnin Records)
- Ce Soir (Voulez-Vous) (Revealed Recordings)
- No Escape (Revealed Recordings)
- Heute Nacht (Revealed Recordings)
- Thrill (con Linka & Gregor Potter) (Revealed Recordings)

2023
- Take Me Away Again (con Hardwell & 4 Strings) (Spinnin Records)
- Raw Diamonds (feat. PENELOPE) (Revealed Recordings)
- Revolution (con Hardwell & Timmy Trumpet) (Revealed Recordings)
- ACID (con Hardwell feat. Luciana) (Revealed Recordings)
- Close To You (con KSHMR) (Dharma Worldwide / Revealed Recordings)
- My Gasoline (feat. Fēlēs) (EXTATIC Records / Revealed Recordings)
- Hypnotizing (con UMEK) (Sixteenofive Music)
- 90'S Bitch (con The Rocketman) (EXTATIC Records / Revealed Recordings)

2024
- Spiritum (con Vini Vici)
- Open Sesame (feat. Leila K) (Revealed Recordings)
- 16 (con Hardwell & Blasterjaxx) (Revealed Recordings)
- Adrenalina (Minha Gasolina) (con Ceres) (EXTATIC Records / Revealed Recordings)
- Meet Het At The Love Parade (con Dimitri Vegas & Like Mike & Kiki Solvej) (Smash The House)
- Loves Takes Over (con Sarah de Warren) (EXTATIC Records / Revealed Recordings)
- My Fantasy (con HI-LO) (HILOMATIK)
- I'm From Holland (EXTATIC Records / Revealed Recordings)
- Direct Dizko (con Sander van Doorn & S.O. Project) (EXTATIC Records / Revealed Recordings)
- Young Birds (con The Rocketman) (EXTATIC Records / Revealed Recordings)

2025
- Sound Of The Underground (EXTATIC Records / Revealed Recordings)
- Hellfire (con Gabry Ponte) (EXTATIC Records / Revealed Recordings)
- Never Alone (con The Rocketman) (EXTATIC Records / Revealed Recordings)
- The Kingdom (con Radical Redemption) (EXTATIC Records / Revealed Recordings)
- Late At Night (con Lilly Palmer) (Armada Music)
- Rolling (con Space 92) (EXTATIC Records / Revealed Recordings)
- Rave Till My Grave (con Hardwell feat. Villain) (EXTATIC Records / Revealed Recordings) (OUT 01/08)

### Remixes
- 2017: Sick Individuals - Alive (Maddix Remix)
- 2018: Eminem - Lose Yourself (Hardwell & Maddix Bootleg)
- 2019: Maddix feat. Michael Jo - Invicible (Till The Day We Die) (Festival Mix)
- 2020: Armin van Buuren feat. Trevor Guthrie - This Is What It Feels Like (Maddix Remix)
- 2021: Maddix - Superheroes (Tribe Edit)
- 2021: Hardwell feat. Amba Shepherd - Apollo (Maddix Remix)
- 2021: SQUID GAME (Maddix Remix)
- 2022: Marcel Woods - Advanced (Maddix Remix)
- 2022: Tiesto - Lethal Industry (Maddix Remix)
- 2022: Zombie Nation - Kernkraft 400 (Maddix Remix)
- 2023: David Guetta vs. Benny Benassi - Satisfaction (Hardwell & Maddix Remix)
- 2023: Supermode - Tell Me Why (Maddix Remix)
- 2023: Tiësto - Traffic (Maddix Remix)
- 2023: Armin van Buuren - Computers Take Over The World (Maddix Remix)
- 2023: Armin van Buuren - Lose This Feeling (Maddix Remix)

## Ranking DJMag
| DJ     | 2023 | 2024 |
| ------ | ---- | ---- |
| Maddix | 95°  | 69°  |

## Ranking 101 DJs 1001 Tracklist
| Productor | 2022 | 2023 | 2024 |
| --------- | ---- | ---- | ---- |
| Maddix    | 63°  | 11°  | 15°  |